# 쿠로사키 이치고
쿠로사키 이치고(일본어: 黒崎 一護)는 블리치의 주인공이다.

## 프로필
- 연령 : 15세→성년(현재)
- 신장 : 174 cm→181 cm(현재)
- 체중 : 62 kg→66 kg(현재)
- 혈액형 : A형
- 생일 : 7월 15일
- 별자리 : 게자리
- 직업

1. 카라쿠라 제 1고등학교 3학년 3반 학생(현재)
2. 심부름 센터 <우나기야> 점원
3. 카라쿠라 마을 사신대행(死神代行)
4. XCUTION 신규 회원. 회원 번호 007(현재 탈퇴)

- 좋아하는 음식 : 초콜릿, 명란젓
- 좋아하는 유명인 : 마이크 네스, 알 파치노
- 존경하는 사람 : 윌리엄 셰익스피어
- 별칭 : 사신대행, 이치 오빠, 베리-땅(이치고의 말장난인 딸기와 "~짱"의 합쳐진 형태)잇치(별명짓기좋아하는 쿠사지시 야치루가 이치고에게 지은 별명)
- 소재지 : 카라쿠라 마을 미나미카와세
- 가족 관계

1. . 父 - 쿠로사키 잇신 (본명 : 시바 잇신)
2. . 母 - 故 쿠로사키 마사키
3. . 妹 - 쿠로사키 유즈
4. . 妹 - 쿠로사키 카린
5. . 婦 - 이노우에 오리히메
6. . 子 - 쿠로사키 카즈이

- 참백도 : 참월(斬月)
- 시해(始解) : 참월은 언제나 시해 상태를 유지하는 상시해방형(常時解放形) 참백도이며, 그로 인해 언령을 외치지 않아도 자연스럽게 시해 상태를 유지할 수 있다. 이치고의 키와 비슷한 식칼 형태의 검이며 붕대가 감겨져 있어 칼집을 대신하고 있다.
- 시해 능력 : 검에 초고밀도 영압을 모아 그것을 참격의 형태로 날리는 공격인 월아천충을 사용할 수 있다.
- 참백도 시해 언령 : 상시해방형이기에 언령은 필요 없다.
- 만해(卍解) : 천쇄참월(天鎖斬月)
- 만해 능력 : 전신이 검은색인 날밑이 만(卍)자로 되어 있는 작은 월장도의 형상을 하고 있으며, 이 때 옷은 검은색의 타이트한 사패장으로 변한다. 천쇄참월은 다른 만해에 비해 굉장히 작지만 만해의 모든 힘을 압축했기 때문에 아주 단단하며 만해의 힘을 100% 발휘하면서 초고속 전투가 가능한 육탄전 타입의 참백도이다. 만해상태에서도 시해의 능력인 월아천충을 사용할 수 있는데, 월아의 색이 검게 변하는 것이 특징이다.
- 풀브링(Fullbring / 完現術) : 정식 이름 없음
- 풀브링 능력 : 해골을 모티브로 한 듯한 형상이며 능력을 몸에 휘감고 밖으로 방출하는 클래드 타입(Clad Type / 의장형(帳衣形))의 능력이다. 만해 상태의 이치고와 상당히 비슷하다.
- 풀브링 매개체 : 사신대행 전투허가증
- 호로화 : 이치고 내면의 호로가 강해져 본체의 소유권을 갖는 경우 발동된다. 주로 빈사상태가 될때 발동되고 호로화 중에는 이치고가 폭주하여 의식이 없는 상태이다. 얼굴에 호로와 같은 가면이 씌워지며 시간이 지날수록 가면이 커져 전신으로 퍼져나간다. 호로화 상태에서는 전투력과 회복력이 비약적으로 상승하여 호로화 전까지는 상대하지 못하던 적들을 쉽게 처리한다. 바이저드 동료를 만나며 의식을 가진 상태로 호로화를 컨트롤 할수 있게 되지만, 의식을 잃고 폭주하는 호로화에 비해 전투력이 낮다.
- 참백도 실체화

1. 시해 - 검은 망토를 두르고 검은 고글을 쓴 중년 남성의 형상을 하고 있다.
2. 만해 - 시해 상태의 형상인 중년 남성이 아닌 젊은 남성의 형상을 하고 있으며 검은 로브를 뒤집어쓰고 있다.

- 진(眞) 참월

1. . 형태 - 장도와 단도, 두 자루의 형태로 이루어져 있다.
2. . 진실 - 니마이야 오에츠가 만든 천타를 통하지 않고 유일하게 구현된 참백도로, 사실 검은 망토와 고글을 쓴 중년 남성은 참월이 아닌 퀸시의 힘이었다. 진짜 참월은 내면의 호로로, 과거에 이치고의 엄마 마사키의 몸에 화이트라는 호로의 힘이 깃들어 있다가 그 호로의 힘이 퀸시의 힘과 함께 이치고에게 이동하여 이치고의 천타 역할을 하게 된 것이다.

## 도구
- 사신대행 전투허가증(死神代行 戰鬪許加證)

- 소울 소사이어티에서 정식으로 사신대행을 허가한 자에게만 내리는 허가증 오각형의 형태에 가운데에 해골 형상이 박혀 있다. 사용하면 혼이 빠지면서 사신으로써 싸울 수 있게 된다.

- 호정 13대 13번대 대장인 우키타케 쥬시로가 이치고에게 건네주었다. (하지만 이 사신대행 전투허가증에는 커다란 비밀이 숨겨져 있다.)

- 이 사신대행 전투허가증을 준 진정한 목적이 사신대행 쿠로사키 이치고를 추적하고 감시하기 위한 그런 목적으로 건네주었다는 것이 차후에 밝혀졌다.

- 사신이 된지는 얼마 안되었고 아이젠의 싸움이 끝나고 사신의 힘을 (일시적으로) 잃은 이치고에게는 유명무실해졌지만 후에 이치고에게 사신의 힘을 되찾게 해주려는 XCUTION(엑스큐젼)이라는 어느 조직에 의해 사신의 힘을 되찾는데 도움을 준다. (그들은 풀브링이라고 하는 능력을 사용하는 자들이었고 그들을 통해서 수련을 받음으로써 예전 사신대행 때보다 한층 더 업그레이드 될 수 있었다.)

## 기술
- 사신(死神)
  - 월아천충(月牙天衝) : 초고밀도의 영압을 칼에 모아 참격을 날리는 참월의 기본 능력이다.

1. . 검은 월아천충(黑 月牙天衝) - 만해 상태에서 발산하는 월아천충이다. 기본 월아천충보다 더 강력하다. 우르키오라의 말에 따르면 세로 오스큐라스와 매우 흡사하다고 한다.
2. . 최후의 월아천충─무월(最後 月牙天衝─無月) - 참월이 알려준 비기이자 월아천충의 마지막 형태이다. 이 기술을 쓰면 사신의 힘을 잃는다. 하지만 잔재는 남아서 다시 사신에게서 힘을 받으면 원래의 힘을 되찾을 수 있다.
3. . 월아십자충(月牙十字衝) - 이도류로 월아를 십자모양으로 날리는 기술이다. 진 참월 습득 이후의 기술이다.

- 호로화(虚化): 호로 가면을 쓰고 싸운다. 영압이나 신체 능력, 기술의 위력 등이 월등히 높아진다.

- 완전호로화(完全虛化)
  - 세로(虛閃 / Cero): 메노스 이상인 호로들이 사용하는 일종의 공격용 섬광이다. 자신의 영압을 광선형태로 쏴낸다. 이치고의 세로는 붉은 색이다.
  - 그랑레이 세로(王虚閃光/ Gran Rey Cero): 에스파다에게 허락된 세로로, 월아천충과 병행하여 사용한다.
  - 소니도(響轉 / Sonido): 사신의 순보, 퀸시의 비염각과 같이 에스파다들만 사용하는 보법이다.
  - 초고속 재생(超速再生): 상처를 입거나 잘린 부위를 초고속으로 재생한다.

- 풀브링(完現術)
  - 명칭 없음: 풀브링을 몸에 휘감고 방출하는 클래드 타입 풀브링이며 해골을 모티브로 한다. 그러나 완성되자마자 긴죠 쿠우고에게 빼앗긴다. 그 후에 호정 13대 사신들에게 영압을 전달받아 돌아온 사신의 힘과 융합해 더 강해진다.

- 퀸시(滅却師)
  - 어머니가 퀸시임에 따라 이치고도 퀸시이다.

## 개요
오렌지 머리에 갈색 눈을 가진 본작의 주인공 유년시절부터 영적 감각(靈適感覺)이 뛰어났으며, 영혼을 보는 것뿐만이 아니라 만질 수도 있고 대화까지 가능한 초 A급 하이 스펙 영매 체질이다. 자신을 노리고 습격해 온 호로 <피쉬본 D>로부터 가족을 구하기 위해 현세주재로 1개월 동안 임무를 하러 온 쿠치키 루키아와 조우해 이를 계기로 루키아에게 사신의 힘을 양도받아 사신대행으로써 각성하고 그 임무를 수행함으로써 갖가지 사건을 겪고 성장한다. 후에 소울 소사이어티에서 루키아를 붙잡고 끌고가자 사도 야스토라, 이시다 우류, 이노우에 오리히메, 시호인 요루이치와 함께 루키아를 구하기 위해 소울 소사이어티로 쳐들어간다. 후에 아이젠의 모반이 드러나고 아란칼과의 전투를 준비하던 중 오리히메가 아이젠에게 의해 웨코문도로 납치되자 그녀를 구하기 위해 루키아, 렌지, 야스토라, 우류와 함께 웨코문도로 침입 그녀를 구하기 위해 사투를 벌였다. 이 와중에 호로화의 힘을 각성시키고 현세에서 아이젠과의 결투를 벌여 결국 아이젠과의 대결에서 승리하고 그 대신 사신의 힘을 희생한다. 그 후 자신의 힘을 노리고 접근한 X-CUTION의 음모에 넘어가 사신의 힘을 다시 잃을 위기에 처하지만 때맞춰 나타난 소울 소사이어티의 원군으로 인해 사신의 힘을 다시 되찾는다. 긴죠 쿠우고를 격파하고 그의 의해를 현세에 묻어주었다.

## 개별 사항
오렌지 머리이기 때문에 불량학생이라는 주위의 편견을 깨기 위해 공부는 소홀히 하지 않아서 전교에서 상위권의 성적을 유지하고 있다(1학년 1학기 중간고사 전교 18등, 기말고사 전교 28등, 현재는 조금 성적이 떨어져 전교에서 중상위권 정도이다.). 본인 曰 - "특기과목은 국어". 이발소에서 오렌지색 머리 때문에 잔소리듣는 것이 싫어서 머리는 동생인 유즈가 잘라주고 있다. 아리사와 타츠키와는 4살 때부터 가라테를 같이 배운 소꿉친구이며, 사도 야스토라와는 중학교 때부터 알고 지내던 사이이다. 남 얼굴이나 이름을 기억하는 데 굉장히 서툰 편이다. 그 때문에 사도의 이름을 잘못 알아 차드라고 부르기도 한다. 원래는 인간이 사신의 힘을 양도받은 형태의 사신대행으로 알려졌으나 아이젠과의 대결에서 사신의 힘을 원래 지니고 있던 진혈(眞血)인 사신이자, 인간과 사신의 혼혈아임이 밝혀졌다(나중에 번역본540화에서 엄마가 퀸시라고 밝혀진다.). 사신이 지닌 4가지 소양인 <참권주귀>(斬拳走鬼)의 소양 중 귀도(鬼道)의 센스는 제로이다. 그 때문에 귀도는 다룰 줄을 전혀 모른다. 애초에 귀도는 전승되는 것이니까 센스가 좋아도 배울 가능성은 없다. 이치고의 외모에서 전 13번대 부대장 <시바 카이엔>이 엿보이는 것이 여러 캐릭터들에게 묘사되기도 했다(참고로 이치고의 아버지의 원래 성은 시바로 즉, 시바 잇신이 본명이 되는 셈이다. 어쩌면 이치고의 외모에서 시바 카이엔이 엿보인다는 건 이를 위한 떡밥이었을지도 모른다.). 이름인 이치고는 말장난 용도로 많이 쓰인다. 1+5로 불리기도 하며 딸기라고도 불린다(본래 뜻은 "뭔가 하나를 끝까지 지킬 수 있는 사람이 되어라"라는 뜻이다).

## 같이 보기
- 블리치의 등장인물 목록